# AFC Cup 2012
Der AFC Cup 2012 war die neunte Ausgabe des von der Asian Football Confederation (AFC) ausgetragenen AFC Cups. Im Zuge einer Restrukturierung und Aufwertung der AFC Champions League nach neuen Kriterien erhielt auch der AFC Cup ab 2009 ein anderes Gesicht als in den Jahren zuvor. Das Turner fand vom 6. März bis zum 3. November 2012 statt.

## Teilnahmeberechtigte Länder
Insgesamt nahmen 32 Mannschaften aus den angehörigen Verbänden der AFC am AFC Cup 2012 teil:
- je zwei Mannschaften aus:  Hongkong,  Irak,  Jemen,  Jordanien,  Kuwait,  Libanon,  Malaysia,  Malediven,  Oman,  Syrien,  Vietnam
- je eine Mannschaft aus:  Bahrain,  Indien,  Thailand
- zwei Einladungen für Mannschaften aus: noch nicht bestimmt.

Hinzu kamen auch die vier Verlierer aus den Play-offs der AFC Champions League 2012 und einer der Finalisten des AFC Cup 2011, der die Kriterien zur Teilnahme an der AFC Champions League nicht erfüllt hat und automatisch einen Platz für den AFC Cup 2012 bekam.

## Modus

### Gruppenphase
In der Gruppenphase spielten 32 Mannschaften in acht Gruppen mit jeweils vier Teams im Ligamodus (Hin- und Rückspiel) nach der Drei-Punkte-Regel. Dabei wurden die Mannschaften nach geographischen Gesichtspunkten aufgeteilt: In den Gruppen A bis E spielten Teams aus West- und Zentralasien, in den Gruppen F bis H traten Mannschaften aus Ost- und Südostasien an. Die beiden Gruppenersten qualifizierten sich für die Finalrunde der letzten 16.

### Finalrunde
Das Achtelfinale wurde ausgelost und in nur einem Spiel entschieden. Ab dem Viertelfinale wurde im K.-o.-System mit Hin- und Rückspiel der Turniersieger ausgespielt, wobei die Auswärtstorregel galt. Sollte auch im Rückspiel und/oder Endspiel nach regulärer Spielzeit und Verlängerung kein Sieger feststehen, wurde der Sieger im Elfmeterschießen ermittelt.
Das Finale wurde in nur einem Spiel ausgetragen. Austragungsort war das Heimstadion eines der beiden Finalisten.

## Qualifizierte Mannschaften

### Gruppenphase
| Westasien (Gruppen A–E) | Westasien (Gruppen A–E)                                               |
| Verein                  | Qualifikationsberechtigung                                            |
| ----------------------- | --------------------------------------------------------------------- |
| Salgaocar               | I-League 2010/11 Meister Federation Cup 2011 Sieger                   |
| Kingfisher East Bengal  | I-League 2010/11 Vizemeister                                          |
| Al-Zawraa               | Dawri Al-Nokhba 2010/11 Meister                                       |
| Arbil Club              | Dawri Al-Nokhba 2010/11 Vizemeister                                   |
| al-Wihdat               | Jordanische 1. Liga 2010/11 Meister Jordan FA Cup 2010/11 Pokalsieger |
| al-Faisaly              | Jordanische 1. Liga 2010/11 Vizemeister                               |
| Al-Qadsia               | Kuwaiti Premier League 2010/11 Meister                                |
| Kazma                   | Kuwait Emir Cup 2011                                                  |
| Al-Kuwait               | AFC Cup 2011 Finalist                                                 |
| Al-Ahed                 | Meister Libanesische Premier League 2010/11 Pokalsieger 2010/11       |
| Safa                    | Vizemeister Libanesische Premier League 2010/11                       |
| VB Sports               | Dhivehi League 2011 Meister                                           |
| Al-Suwaiq               | Omani League 2010/11 Meister                                          |
| al-Oruba                | Omani League 2010/11 Vizemeister                                      |
| Al Shorta               | Syrische Profiliga 2010/11 AFC Cup Playoff Sieger                     |
| Al-Ittihad              | Pokal der Republik 2010/11 Pokalsieger                                |
| Al-Oruba                | Yemeni League 2010/11 Meister                                         |
| Neftchi Fargʻona        | Verlierer AFC Champions League Qualifikation                          |
| Al-Ettifaq              | Verlierer AFC Champions League Qualifikation                          |
| Qualifikationsrunde     |                                                                       |
| Victory SC              | Dhivehi League 2011 Vizemeister                                       |
| Al-Tilal                | Yemeni League 2010/11 Vizemeister                                     |

| Ostasien (Gruppen F–H) | Ostasien (Gruppen F–H)                                |
| Verein                 | Qualifikationsberechtigung                            |
| ---------------------- | ----------------------------------------------------- |
| Kitchee                | Hong Kong First Division League 2010/11 Meister       |
| Citizen                | Hong Kong Senior Challenge Shield 2010/11 Pokalsieger |
| Arema Malang           | Indonesia Super League 2010/11 Vizemeister            |
| Kelantan               | Malaysia Super League 2011 Meister                    |
| Terengganu†            | FA Cup Malaysia 2011 Pokalsieger                      |
| Yangon United          | Myanmar National League 2011 Meister                  |
| Ayeyawady United†      | Myanmar National League 2011 Vizemeister              |
| Tampines Rovers        | S. League 2011 Meister                                |
| Home United            | Singapore Cup 2011 Sieger                             |
| Sông Lam Nghệ An       | V-League 2011 Meister                                 |
| Navibank Sài Gòn FC    | Vietnamesischer Pokal 2011 Pokalsieger                |
| FC Chonburi            | Verlierer AFC Champions League Qualifikation          |

† Terengganu FA (Malaysia) und Ayeyawady United (Myanmar) waren ursprünglich als Mannschaften vorgesehen, die an der Qualifikationsrunde teilnehmen mussten. Nachdem Liaoning Hongyun (China) ihre Teilnahme zurückgezogen hat und Persipura Jayapura (Indonesien) disqualifiziert wurde, sollten an der Ostasien-Qualifikationsrunde der AFC Champions League 2012 nur drei Teams teilnehmen, was bedeutete, dass nur ein Finale stattfinden sollte, anstatt zwei. Daher waren diese Mannschaften direkt in den Gruppen eingesetzt.

## Spieltage
- Gruppenphase: 6./7. März, 20./21. März, 3./4. April, 10./11. April, 24./25. April, 8./9. Mai
- Achtelfinale: 22./23. Mai
- Viertelfinale: 18. und 25. September
- Halbfinale: 2. und 23. Oktober
- Finale: 3. November

## Qualifikationsrunde
Das Spiel wurde am 18. Februar 2012 ausgetragen.
|            | Ergebnis |          |       |
| ---------- | -------- | -------- | ----- |
| Victory SC | 3:4      | Al-Tilal | Jemen |

## Gruppenphase

### Gruppe A
| Pl. | Verein     | Sp. | S | U | N | Tore    | Diff. | Punkte |
| --- | ---------- | --- | - | - | - | ------- | ----- | ------ |
| 1.  | Al-Qadsia  | 6   | 3 | 1 | 2 | 014:700 | +7    | 10     |
| 2.  | Al-Suwaiq  | 6   | 3 | 1 | 2 | 008:900 | −1    | 10     |
| 3.  | al-Faisaly | 6   | 2 | 3 | 1 | 010:700 | +3    | 09     |
| 4.  | Al-Ittihad | 6   | 1 | 1 | 4 | 005:140 | −9    | 04     |

|            | QAD | ITT | FAI | SUW |
| ---------- | --- | --- | --- | --- |
| Al-Qadsia  |     | 5:2 | 1:2 | 2:0 |
| Al-Ittihad | 1:0 |     | 1:4 | 0:2 |
| al-Faisaly | 1:1 | 1:1 |     | 2:3 |
| Al-Suwaiq  | 1:5 | 2:0 | 0:0 |     |

### Gruppe B
| Pl. | Verein                 | Sp. | S | U | N | Tore    | Diff. | Punkte |
| --- | ---------------------- | --- | - | - | - | ------- | ----- | ------ |
| 1.  | Erbil Club             | 6   | 4 | 2 | 0 | 011:500 | +6    | 14     |
| 2.  | Kazma                  | 6   | 3 | 2 | 1 | 010:600 | +4    | 11     |
| 3.  | Al-Oruba               | 6   | 2 | 2 | 2 | 010:800 | +2    | 08     |
| 4.  | Kingfisher East Bengal | 6   | 0 | 0 | 6 | 002:140 | −12   | 0      |

|             | KEB | KAZ | ARB | ORU |
| ----------- | --- | --- | --- | --- |
| East Bengal |     | 1:2 | 0:2 | 0:1 |
| Kazma       | 3:0 |     | 1:2 | 1:1 |
| Erbil Club  | 2:0 | 1:1 |     | 2:1 |
| Al-Oruba    | 4:1 | 1:2 | 2:2 |     |

### Gruppe C
| Pl. | Verein     | Sp. | S | U | N | Tore    | Diff. | Punkte |
| --- | ---------- | --- | - | - | - | ------- | ----- | ------ |
| 1.  | Al-Ettifaq | 6   | 4 | 2 | 0 | 018:700 | +11   | 14     |
| 2.  | Al-Kuwait  | 6   | 3 | 2 | 1 | 017:100 | +7    | 11     |
| 3.  | Al-Ahed    | 6   | 2 | 1 | 3 | 007:110 | −4    | 07     |
| 4.  | VB Sports  | 6   | 0 | 1 | 5 | 009:230 | −14   | 01     |

|            | AHE | AET | KUW | VBS |
| ---------- | --- | --- | --- | --- |
| Al-Ahed    |     | 1:3 | 0:4 | 5:3 |
| Al-Ettifaq | 0:0 |     | 2:2 | 2:0 |
| Al-Kuwait  | 1:0 | 1:5 |     | 7:1 |
| VB Sports  | 0:1 | 3:6 | 2:2 |     |

### Gruppe D
| Pl. | Verein           | Sp. | S | U | N | Tore    | Diff. | Punkte |
| --- | ---------------- | --- | - | - | - | ------- | ----- | ------ |
| 1.  | al-Wihdat        | 6   | 5 | 0 | 1 | 015:900 | +6    | 15     |
| 2.  | Neftchi Fargʻona | 6   | 3 | 2 | 1 | 011:700 | +4    | 11     |
| 3.  | al-Oruba         | 6   | 2 | 1 | 3 | 008:100 | −2    | 07     |
| 4.  | Salgaocar        | 6   | 1 | 1 | 4 | 006:140 | −8    | 04     |

|           | NEF | SAL | OUR | WIH |
| --------- | --- | --- | --- | --- |
| Neftchi   |     | 3:0 | 3:1 | 2:1 |
| Salgaocar | 2:2 |     | 3:1 | 1:2 |
| al-Oruba  | 0:0 | 1:0 |     | 4:2 |
| al-Wihdat | 3:1 | 5:0 | 2:1 |     |

### Gruppe E
| Pl. | Verein    | Sp. | S | U | N | Tore    | Diff. | Punkte |
| --- | --------- | --- | - | - | - | ------- | ----- | ------ |
| 1.  | Al Shorta | 6   | 5 | 0 | 1 | 014:600 | +8    | 15     |
| 2.  | Al-Zawraa | 6   | 4 | 0 | 2 | 012:500 | +7    | 12     |
| 3.  | Safa      | 6   | 3 | 0 | 3 | 006:700 | −1    | 09     |
| 4.  | Al-Tilal  | 6   | 0 | 0 | 6 | 001:150 | −14   | 0      |

|           | SHO | SAF | TIL | ZAW |
| --------- | --- | --- | --- | --- |
| Al Shorta |     | 3:2 | 3:0 | 3:2 |
| Safa      | 0:2 |     | 1:0 | 1:0 |
| Al-Tilal  | 0:2 | 1:2 |     | 0:2 |
| Al-Zawraa | 2:1 | 1:0 | 5:0 |     |

### Gruppe F
| Pl. | Verein           | Sp. | S | U | N | Tore    | Diff. | Punkte |
| --- | ---------------- | --- | - | - | - | ------- | ----- | ------ |
| 1.  | Kitchee          | 6   | 3 | 2 | 1 | 009:400 | +5    | 11     |
| 2.  | Terengganu       | 6   | 3 | 1 | 2 | 010:800 | +2    | 10     |
| 3.  | Sông Lam Nghệ An | 6   | 2 | 1 | 3 | 006:900 | −3    | 07     |
| 4.  | Tampines Rovers  | 6   | 1 | 2 | 3 | 003:700 | −4    | 05     |

|                  | KIT | TER | SNA | TAM |
| ---------------- | --- | --- | --- | --- |
| Kitchee          |     | 2:2 | 2:0 | 3:1 |
| Terengganu       | 0:2 |     | 6:2 | 0:2 |
| Sông Lam Nghệ An | 1:0 | 0:1 |     | 3:0 |
| Tampines Rovers  | 0:0 | 0:1 | 0:0 |     |

### Gruppe G
| Pl. | Verein        | Sp. | S | U | N | Tore    | Diff. | Punkte |
| --- | ------------- | --- | - | - | - | ------- | ----- | ------ |
| 1.  | FC Chonburi   | 6   | 4 | 2 | 0 | 010:500 | +5    | 14     |
| 2.  | Home United   | 6   | 3 | 1 | 2 | 009:600 | +3    | 10     |
| 3.  | Citizen       | 6   | 2 | 1 | 3 | 009:120 | −3    | 07     |
| 4.  | Yangon United | 6   | 0 | 2 | 4 | 004:900 | −5    | 02     |

|               | YAN | CAA | HOM | CHO |
| ------------- | --- | --- | --- | --- |
| Yangon United |     | 1:2 | 0:0 | 1:1 |
| Citizen       | 2:1 |     | 1:2 | 3:3 |
| Home United   | 3:1 | 3:1 |     | 1:2 |
| FC Chonburi   | 1:0 | 2:0 | 1:0 |     |

### Gruppe H
| Pl. | Verein              | Sp. | S | U | N | Tore    | Diff. | Punkte |
| --- | ------------------- | --- | - | - | - | ------- | ----- | ------ |
| 1.  | Kelantan            | 6   | 4 | 1 | 1 | 010:500 | +5    | 13     |
| 2.  | Arema Malang        | 6   | 2 | 1 | 3 | 012:120 | ±0    | 07     |
| 3.  | Navibank Sài Gòn FC | 6   | 2 | 1 | 3 | 010:120 | −2    | 07     |
| 4.  | Ayeyawady United    | 6   | 2 | 1 | 3 | 007:100 | −3    | 07     |

|                     | KEL | AYWD | ARE | NVB |
| ------------------- | --- | ---- | --- | --- |
| Kelantan            |     | 1:0  | 3:0 | 0:0 |
| Ayeyawady United    | 3:1 |      | 0:3 | 2:0 |
| Arema Malang        | 1:3 | 1:1  |     | 6:2 |
| Navibank Sài Gòn FC | 1:2 | 4:1  | 3:1 |     |

## Finalrunde

### Achtelfinale
Die Begegnungen fanden am 22. und 23. Mai 2012 statt, Rückspiele gab es im Achtelfinale nicht.
|             | Ergebnis              |                  |
| ----------- | --------------------- | ---------------- |
| al-Qadsia   | 1:1 n. V. (1:3 i. E.) | Al-Kuwait        |
| al-Ettifaq  | 1:0                   | Al-Suwaiq        |
| Erbil Club  | 4:0                   | Neftchi Fargʻona |
| al-Wihdat   | 2:1 n. V.             | Kazma            |
| al Shorta   | 3:0                   | Home United      |
| FC Chonburi | 1:0                   | Al-Zawraa        |
| Kitchee     | 0:2                   | Arema Malang     |
| Kelantan    | 3:2                   | Terengganu       |

### Viertelfinale
Die Hinspiele fanden am 18. September, die Rückspiele am 25. September 2012 statt.
|              | Gesamt |            | Hinspiel | Rückspiel |
| ------------ | ------ | ---------- | -------- | --------- |
| al-Kuwait    | 3:0    | al-Wihdat  | 0:0      | 3:0       |
| Arema Malang | 0:4    | Al-Ettifaq | 0:2      | 0:2       |
| Erbil Club   | 6:2    | Kelantan   | 5:1      | 1:1       |
| FC Chonburi  | 5:4    | Al Shorta  | 1:2      | 4:2 n. V. |

### Halbfinale
Die Hinspiele fanden am 2. Oktober, die Rückspiele am 23. Oktober 2012 statt.
|            | Gesamt |             | Hinspiel | Rückspiel |
| ---------- | ------ | ----------- | -------- | --------- |
| Al-Kuwait  | 6:1    | Al-Ettifaq  | 4:1      | 2:0       |
| Erbil Club | 8:2    | FC Chonburi | 4:1      | 4:1       |

### Finale
| Erbil Club                                       | Erbil Club | al-Kuwait | al-Kuwait |
| ------------------------------------------------ | --- | --- | --------- |
| Erbil Club                                       | \| 3. November 2012 in Franso-Hariri-Stadion, Erbil \| \| Ergebnis: 0:4 (0:2) \| \| Zuschauer: 30.000 \| \| Schiedsrichter: Walentin Kowalenko ( Usbekistan) \| | \| 3. November 2012 in Franso-Hariri-Stadion, Erbil \| \| Ergebnis: 0:4 (0:2) \| \| Zuschauer: 30.000 \| \| Schiedsrichter: Walentin Kowalenko ( Usbekistan) \|                                                                                                   | al-Kuwait |
| Erbil Club                                       | Sarhang Mohsen – Ivan Bukenya, Nadim Sabagh, Ahmad Ibrahim Khalaf – Saad Abdul-Amir, Miran Khesro, Ammar Abdulhussein Ahmad al-Asadi (46. Sula Matovu), Salih Saader (77. Mustafa Ahmad) – Halgurd Mulla Mohammed, Nabil Sabah (64. Luay Salah), Amjad Radhi Cheftrainer: Nizar Mahrous | Musab al-Kanderi – Fahad Awadh, Hussain Ali Baba, Hussain Hakem , Sami al-Sanea – Fahad al-Enezi (65. Jarah al-Ateeqi), Chadi Hammami, Waleed Ali, Sherida Khaled – Issam Jemâa (54. Abdulhadi Khamis), Rogerio (88. Abdullah al-Dhafeeri) Cheftrainer: Marin Ion | al-Kuwait |
| Erbil Club                                       | 0:1 Chadi Hammami (3., FE) 0:2 Rogerio (43.) 0:3 Abdulhadi Khamis (83.) 0:4 Chadi Hammami (90.) | | al-Kuwait |
| Erbil Club                                       | Hammami (58.), Rogerio (69.) | | al-Kuwait |
| 3. November 2012 in Franso-Hariri-Stadion, Erbil | | |           |
| Ergebnis: 0:4 (0:2)                              | | |           |
| Zuschauer: 30.000                                | | |           |
| Schiedsrichter: Walentin Kowalenko ( Usbekistan) | | |           |